# Bloch MB.170

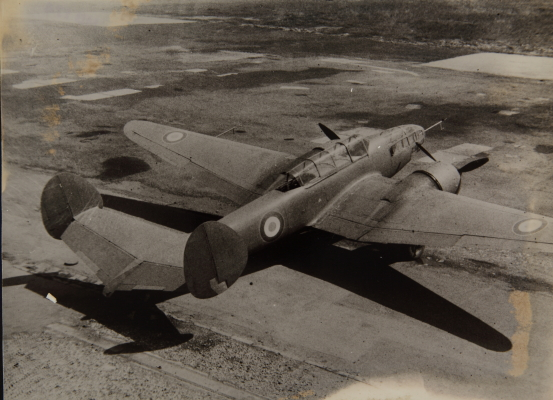
Bloch MB.174

Bloch MB.170 và các loại máy bay phát triển từ nó là một loại máy bay ném bom/trinh sát của Pháp. Nó được thiết kế và chế tạo ngay trước Chiến tranh thế giới II. Cho tới đầu chiến tranh thế giới II thì chúng là những máy bay tốt nhất thuộc kiểu này của Armée de l'Air (không quân Pháp).

## Biến thể
MB.170
MB.170.01 – Mẫu thử đầu tiên, lắp đặt thiết bị làm máy bay trinh sát, dùng động cơ Gnome-Rhône 14N-06.
MB.170.02 – Mẫu thử thứ 2, là máy bay ném bom hạng nhẹ, dùng động cơ Gnome-Rhône 14N-06.
MB.171
MB.172
MB.173
MB.174
MB.174.01 – Mẫu thử MB.174 đầu tiên, dùng động cơ Gnome-Rhône 14N-49.
MB.174A.3 – Phiên bản sản xuất đầu tiên, dùng động cơ Gnome-Rhône 14N-49. 56 chiếc.
MB.175
MB.175.01 – Mẫu thử MB.175 đầu tiên, dùng động cơ Gnome-Rhône 14N-48.
MB.175B.3 – Phiên bản sản xuất thứ hai. 23 chiếc, cộng 56 chiếc không vũ khí cho Luftwaffe, dùng động cơ Gnome-Rhône 14N-48.
MB.175T
Phiên bản ném bom thả ngư lôi sau chiến tranh cho Aeronavale. 80 chiếc.
MB.176
MB.176.01 – Mẫu thửu MB.176 đầu tiên, dùng động cơ Pratt & Whitney R-1830 SC 3-G Twin Wasp.
MB.176B.3 – Phiên bản sản xuất. 5 chiếc
MB.177
Mẫu thử duy nhất, dùng động cơ Hispano-Suiza 12Y-31.
MB.178
Phát triển xa hơn.

## Quốc gia sử dụng
Pháp
- Không quân Pháp
- Hải quân PHáp

 Germany
- Luftwaffe

## Tính năng kỹ chiến thuật (MB.174A.3)

### Đặc điểm riêng
- Tổ lái: 4
- Chiều dài: 12,25 m (40 ft 2 in)
- Sải cánh: 17,90 m (58 ft 9 in)
- Chiều cao: 3,55 m (11 ft 8 in)
- Diện tích cánh: 38 m² (409 ft²)
- Trọng lượng rỗng: 5.600 kg (12.346 lb)
- Trọng lượng cất cánh tối đa: 7.160 kg (15.784 lb)
- Động cơ: 2× Gnome-Rhône 14N-20/21, 768 kW (1.030 hp) mỗi chiếc

### Hiệu suất bay
- Vận tốc cực đại: 530 km/h (286 kn, 331 mph)
- Tầm bay: 1.650 km (890 nmi, 1.025 mi)
- Trần bay: 11.000 m (36.090 ft)
- Vận tốc lên cao: 12,1 m/s (2.385 ft/phút)

### Vũ khí
- 7 súng máy MAC 1934 7,5 mm (.295 in)
- 400 kg (880 lb) bom